# La mansión de los Plaff
La mansión de los Plaff fue un programa infantil de Televisión española, emitido entre 1979 y 1981.

## Estructura
Estrenado el 24 de mayo de 1979, el espacio fue dirigido por Miguel de la Hoz, y contaba con guiones de Gloria Fuertes y Juan Farias. Se emitía la tarde de los martes con una duración de media hora. El programa responde a la apuesta de la televisión pública del momento de emitir un programa dirigido a los más pequeños de marcado carácter didáctico, con la intención, no sólo de entretener sino también y sobre todo, de formar. De ese modo, se incluían continuas referencias a la pintura, música clásica, literatura, teatro, naturaleza o danza. También incluía al final una sección presentada por María Luisa Seco en el papel del Cartero, en la cual animaba a los niños a escribir sus cartas al programa, y leía algunas, o bien realizaba preguntas para que los espectadores las contestaran por carta, sorteándose premios entre las respuestas correctas.

## Argumento
El programa se desarrollaba en un remoto castillo, en el que habitan los Plaff, una excéntrica familia, a cuya cabeza se sitúa la maestra Leocricia, y en la que además se integran el músico Juan Sebastián Plaff, Mariano el pintor, el fotógrafo, la cartero, la cursi Alcanfor, el Mayordomo Ambrosio, las niñas Melisa y Carlotta o el muñeco rosa Patuchas.
Combinaba acción real de personajes de carne y hueso con marionetas y dibujos animados.

## Reparto
- María Fernanda D'Ocón...Leocricia.
- Valeriano Andrés...Juan Sebastián Plaff.
- María Luisa Seco...Cartero.
- Violeta Cela...Alcanfor (1979–1980).
- Paco Racionero...Mariano.
- Gerardo Amechazurra...Fotógrafo.
- Giorgio Aresu...Ambrosio.
- Ana María Molano...Melisa (1979–1980).
- Yolanda Cabellos...Carlota (1980–1981).
- Enrique Fernández...Patuchas.